# 284e division de fusiliers (1re formation)
Pour les articles homonymes, voir 284e division.
La 284e division de fusiliers (russe : 284-я стрелковая дивизия) est une division d'infanterie soviétique du début de la Grande Guerre patriotique.
Elle est formée comme division de fusiliers standard de l'Armée rouge peu de temps après l'invasion allemande. Déplacé au front peu après, elle défend les lignes soviétiques à l'ouest de Kiev pendant plus d'un mois, mais est ensuite détruite lors de l'encerclement de la capitale ukrainienne.

## Historique
La division commence à se former le 10 juillet 1941 à Romny dans le district militaire de Kharkov. Le colonel Guennadi Petrovitch Pankov (ru) est nommé le même jour commandant de la division, qu'il commandera jusqu'à sa dissolution. L'ordre de bataille de base de la division est le suivant :
- 1043e régiment de fusiliers
- 1045e régiment de fusiliers
- 1047e régiment de fusiliers
- 820e régiment d'artillerie.

Trois semaines seulement après sa formation, la 284e division de fusiliers est transportée par voie ferrée vers le secteur de la défense  de Kiev. Le 12 août, elle est affectée à la 37e armée du front du Sud-Ouest et contribue à défendre les approches directes de Kiev pendant le mois suivant, mais cela la laisse désespérément piégée lorsque les forces allemandes rejoignent l'extrême-est de Kiev en septembre. La division est effectivement détruite plus tard ce mois-là, bien qu'elle ne soit officiellement retirée de l'ordre de bataille soviétique que le 27 décembre.
En janvier 1942, une nouvelle 284e division est recréée par changement de nom de la 443e division de fusiliers mise sur pied mi-décembre 1941.